# Gaston Paris (architecte)
Pour les articles homonymes, voir Gaston Paris, Paris (homonymie) et Gaston Paris (photographe).
Gaston Louis Henri Joseph Paris, né le 9 octobre 1886 à Dijon  et mort le 13 août 1952 dans la même ville, est un architecte français qui a bâti essentiellement à Dijon.

## Biographie
Gaston Paris est le fils de Joseph Paris, un comptable dijonnais domicilié au n°1 cours du Parc et de Claudine Cêtre. Il entre aux Beaux-Arts de Paris en 1907 en tant qu'élève de Mayence et Eugène Duquesne. Lors de son mariage avec Marie Antoinette Synnestvedt à Neuilly-sur-Seine le 7 décembre 1910, il est toujours élève à l'école des beaux-arts et est domicilié chez ses parents à la villa du n°9, rue Lucien Jeannin à La Garenne-Colombes. Il sera élève d'Alfred Recoura et Jean-Louis Pascal et Georges Gromort puis obtiendra son diplôme le 21 février 1922 . Il fait partie des plus importants architectes dijonnais du début du XXe siècle dont l’œuvre la plus connue est l'hôtel "Le central", situé place Grangier. Domicilié au no 26 de la rue Audra à Dijon, il est nommé Chevalier de la Légion d'honneur le 27 février 1950 par le maire de Dijon Félix Kir, dont il est le premier adjoint à partir d'octobre 1947 . Il est inhumé dans le cimetière communal de Plombières-lès-Dijon .

## Œuvres

### Dijon
- Maison de style Art déco, située au à l'angle de la rue Montmartre (no 15) et de la rue Bernard-Courtois (no 6), en 1924 [8].
- Immeuble de style Art déco, situé au no 1 rue Bernard Courtois, en 1926 [9].
- Hôtel "Le central", de style Art déco, en 1928 [10].
- Le foyer des étudiantes étrangères, situé à l'angle du boulevard de La Trémouille (no 16) et de la rue Joseph-Tissot. De style Art déco avec son toit-terrasse solarium, son coin coupé et son bow-window, il est construit en 1928[11] et réaménagé par les architectes Guy Charentenay et André Zielinski entre 1989 et 1990 pour le conseil régional de Bourgogne [12].
- Immeuble de style Art déco, situé au no 7 rue Michel-Servet en 1930[13].
- Immeuble dit "Building Darcy" de style Art déco[14], aux no 4-6 rue Millotet et no 2-4 avenue Maréchal Foch, en 1933 [15].
- Pavillon du tourisme, de style Bauhaus, situé place Darcy, en collaboration avec l'architecte Paul Chaudonneret et inauguré le 27 octobre 1952[16].
- Faculté des sciences, située au no 32 Recteur-Marcel-Bouchard et boulevard Gabriel[17]. Les premières esquisses sont dessinées par Gaston Paris, qui décède en 1952 [18]. Remplacé par les architectes Barade Roger, Chaudonneret Paul et Ruault François pour une réalisation entre 1957 et 1968[19].

### Ouges
- Monument à Guynemer, en 1932[20].

## Galerie

### Dijon

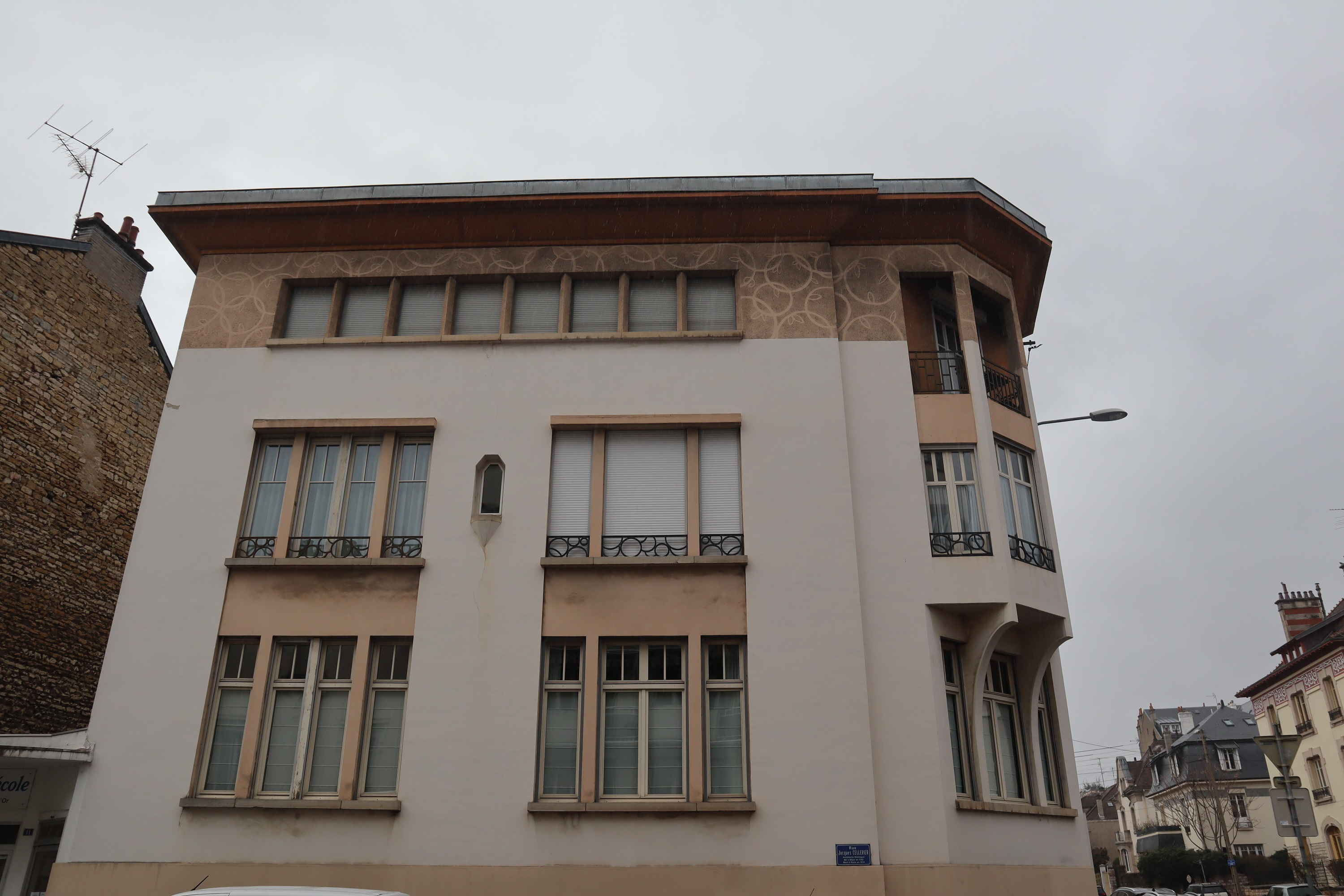
Immeuble au n°1 Rue Bernard Courtois
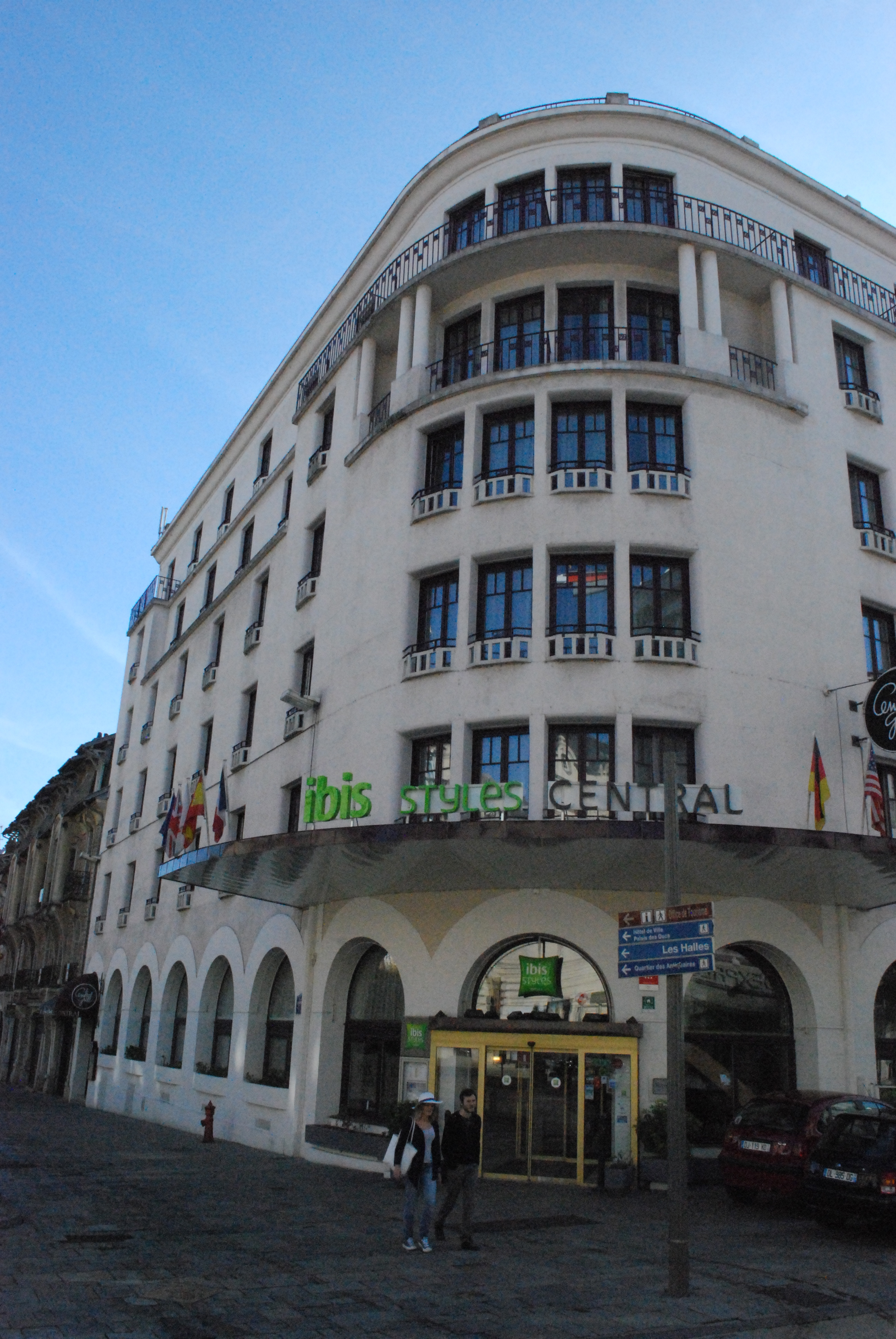
Hôtel "Le central"